# Каланчацький район
Каланча́цький райо́н — колишній район, що був розташований у степовій зоні. Територією району протікає річка Каланчак та Північнокримський канал. Територія району омивається водами Каркінітської та Джарилгацької заток Чорного моря.
Кордони: межує з Скадовським, Олешківським, Чаплинським районами Херсонської області та Армянською міською радою АРК. Районний центр: Каланчак. Площа — 0,9 тисячі км². Населення (тисяч мешканців): 1990 — 26,9 (міського — 11,4).

## Географія

### Земельні ресурси
| Територія, усього                         | 91,580                                               | тис. га |
| у тому числі: сільськогосподарські угіддя | 71,026 тис. га (77,6 %загальної площі земель району) | тис. га |
| із них: рілля                             | 62,370 (або 87,8 %)                                  | тис. га |
| Ліси й інші лісовкриті площі              | 1,359 (або 1,9 %)                                    | тис. га |
| Забудовані землі                          | 1,917 (або 2,7 %)                                    | тис. га |
| Землі водного фонду                       | 5,978 (або 8,4 %)                                    | тис. га |
| Інші землі                                | 10,269                                               | тис. га |

### Природно-заповідний фонд
- Домузла (заказник)

## Історія
Станом на 1931 рік утворено Хорлівський район.
З 1932 р. у складі Одеської, з 1937 — Миколаївської області.
Станом на 1939 рік Хорлівский район переймеований на Каланчацький район.
До того часу існувала Каланчацька волость, яка входила почергово до Чаплинського і Хорлівського районів, які в свою чергу відносилися до різних областей (Миколаївської, Одеської) за винятком 1930–1932 років. В цей період після проведення чергової адміністративно-територіальної реформи було встановлено систему територіального управління «район-центр». Каланчацький район утворився в межах Миколаївської області.

## Населення
Розподіл населення за віком та статтю (2001):
| Стать | Всього | До 15 років | 15-24 | 25-44 | 45-64 | 65-85 | Понад 85 |
| --- | ------ | ----------- | ----- | ----- | ----- | ----- | -------- |
| Чоловіки | 12 185 | 2626        | 1832  | 3683  | 3075  | 938   | 31       |
| Жінки | 13 563 | 2477        | 1700  | 3709  | 3547  | 1968  | 162      |
| \| Статево-вікова піраміда \| Статево-вікова піраміда \| Статево-вікова піраміда \| \| ----------------------- \| ----------------------- \| ----------------------- \| \| Чоловіки \| Вік \| Жінки \| \| 31 \| 85 + \| 162 \| \| 45 \| 80-84 \| 199 \| \| 155 \| 75-79 \| 487 \| \| 363 \| 70-74 \| 688 \| \| 375 \| 65-69 \| 594 \| \| 784 \| 60-64 \| 1015 \| \| 495 \| 55-59 \| 581 \| \| 815 \| 50-54 \| 887 \| \| 981 \| 45-49 \| 1064 \| \| 992 \| 40-44 \| 1066 \| \| 898 \| 35-39 \| 921 \| \| 823 \| 30-34 \| 803 \| \| 970 \| 25-29 \| 919 \| \| 826 \| 20-24 \| 839 \| \| 1006 \| 15-20 \| 861 \| \| 1061 \| 10-14 \| 1024 \| \| 888 \| 5-9 \| 797 \| \| 677 \| 0-4 \| 656 \| |        |             |       |       |       |       |          |
| Статево-вікова піраміда |        |             |       |       |       |       |          |
| Чоловіки | Вік    | Жінки       |       |       |       |       |          |
| 31 | 85 +   | 162         |       |       |       |       |          |
| 45 | 80-84  | 199         |       |       |       |       |          |
| 155 | 75-79  | 487         |       |       |       |       |          |
| 363 | 70-74  | 688         |       |       |       |       |          |
| 375 | 65-69  | 594         |       |       |       |       |          |
| 784 | 60-64  | 1015        |       |       |       |       |          |
| 495 | 55-59  | 581         |       |       |       |       |          |
| 815 | 50-54  | 887         |       |       |       |       |          |
| 981 | 45-49  | 1064        |       |       |       |       |          |
| 992 | 40-44  | 1066        |       |       |       |       |          |
| 898 | 35-39  | 921         |       |       |       |       |          |
| 823 | 30-34  | 803         |       |       |       |       |          |
| 970 | 25-29  | 919         |       |       |       |       |          |
| 826 | 20-24  | 839         |       |       |       |       |          |
| 1006 | 15-20  | 861         |       |       |       |       |          |
| 1061 | 10-14  | 1024        |       |       |       |       |          |
| 888 | 5-9    | 797         |       |       |       |       |          |
| 677 | 0-4    | 656         |       |       |       |       |          |

Національний склад населення за даними перепису 2001 року:
| Національність | Кількість осіб | Відсоток |
| -------------- | -------------- | -------- |
| українці       | 22760          | 87,75 %  |
| росіяни        | 2206           | 8,50 %   |
| турки          | 192            | 0,74 %   |
| білоруси       | 177            | 0,68 %   |
| молдовани      | 116            | 0,45 %   |
| інші           | 487            | 1,88 %   |

Мовний склад населення за даними перепису 2001 року:
| Мова       | Кількість осіб | Відсоток |
| ---------- | -------------- | -------- |
| українська | 23029          | 88,78 %  |
| російська  | 2477           | 9,55 %   |
| турецька   | 184            | 0,71 %   |
| вірменська | 57             | 0,22 %   |
| білоруська | 54             | 0,21 %   |
| інші       | 137            | 0,53 %   |

## Транспорт
Територією району проходить автошлях E97.

## Політика
25 травня 2014 року відбулися Президентські вибори України. У межах Каланчацького району було створено 18 виборчих дільниць. Явка на виборах складала — 54,30 % (проголосували 10 306 із 18 979 виборців). Найбільшу кількість голосів отримав Петро Порошенко — 42,98 % (4 430 виборців); Юлія Тимошенко — 10,76 % (1 109 виборців), Сергій Тігіпко — 10,08 % (1 039 виборців), Анатолій Гриценко — 8,80 % (907 виборців), Олег Ляшко — 7,10 % (732 виборців). Решта кандидатів набрали меншу кількість голосів. Кількість недійсних або зіпсованих бюлетенів — 2,67 %.

## Культура
На території району функціонують: один кінозал; 16 бібліотек; 3 музеї; один будинок культури; 15 сільських клубів; дві дитячі музичні школи.
На території району розташовані 29 пам'яток історії; 6 пам'яток культури; 188 пам'яток археології.

## Персоналії
- У Каланчаку народився письменник Дніпровський Іван Данилович.
- Рудницький Григорій Андрійович — кримський літературознавець, краєзнавець, спортивний журналіст, шашковий композитор, енциклопедист. Народився 1936 року в селі Новокиївка.